# Jean Gainche
Jean Gainche (Rumengol, 12 augustus 1932) is een voormalig Frans wielrenner.

## Belangrijkste overwinningen
1958
- GP Ouest France-Plouay
- 4e etappe Ronde van Frankrijk

1959
- Boucles de l'Aulne

1962
- GP Ouest France-Plouay
- Mi-Août en Bretagne

## Resultaten in voornaamste wedstrijden
| Jaar | Ronde van Italië | Ronde van Frankrijk | Ronde van Spanje |
| ---- | ---------------- | ------------------- | ---------------- |
| 1958 |                  | 29e (1)             |                  |
| 1959 |                  | opgave              |                  |
| 1960 |                  | 36e                 |                  |
| 1961 |                  | 14e                 |                  |
| 1962 |                  | 32e                 |                  |
| 1963 |                  | 20e                 |                  |
| 1964 |                  | 31e                 |                  |
| 1965 |                  | 71e                 |                  |

| Jaar | Milaan-San Remo | Parijs-Roubaix | Ronde van Lombardije | Parijs-Tours | Parijs-Brussel | Bretagne Classic |
| ---- | --------------- | -------------- | -------------------- | ------------ | -------------- | ---------------- |
| 1958 |                 |                |                      | 26e          |                | Goud             |
| 1959 | 31e             |                |                      | 10e          |                | Zilver           |
| 1960 |                 | 25e            | 17e                  |              | 17e            |                  |
| 1961 |                 | 22e            |                      |              |                |                  |
| 1962 |                 |                |                      | 28e          |                | Goud             |
| 1963 |                 | 55e            |                      | 15e          | 78e            |                  |
| 1964 |                 |                |                      | 14e          |                | Brons            |
| 1965 |                 |                |                      |              |                |                  |